# Daniel Kleppner
Daniel Kleppner (* 16. Dezember 1932 in New York City; † 16. Juni 2025) war ein US-amerikanischer Physiker. Er war Lester Wolfe Professor Emeritus of Physics am MIT und Co-Direktor am MIT-Harvard Center for Ultracold Atoms.

## Leben
Kleppner studierte am Williams College (Bachelor 1953), an der Cambridge University (Bachelor 1955) und promovierte 1959 an der Harvard University. Danach blieb er in Harvard, wo er bis zum Assistant Professor aufstieg, bevor er 1966 Associate Professor am MIT wurde. Ab 1974 war er dort Professor und ab 1985 Lester Wolfe Professor. Ab 2007 war er dort Professor Emeritus.
Zusammen mit Norman Ramsey entwickelte er 1960 den Wasserstoff-Maser, welcher später als Atomuhr mit bis dahin unerreichter Präzision Verwendung fand. Eine Anwendungen dieser frühen Arbeit ist das GPS-System. In den 1970er Jahren leistete Kleppner Pionierarbeit in der Physik von Rydberg-Atomen.

## Auszeichnungen und Preise
- 1986 – Davisson-Germer-Preis der American Physical Society (APS)
- 1986 – Mitglied der American Academy of Arts and Sciences
- 1991 – Julius-Edgar-Lilienfeld-Prize der APS
- 1992 – Max-Planck-Forschungspreis, zusammen mit Karl H. Welge
- 2005 – Wolf-Preis in Physik
- 2005 – Leo Szilard Lectureship Award
- 2006 – National Medal of Science
- 2007 – Frederic Ives Medal
- 2007 – Mitglied der American Philosophical Society[2]
- 2014 – Benjamin Franklin Medal des Franklin Institute

1962 wurde er Sloan Research Fellow und 1978 Fellow der American Physical Society. Seit 1986 ist er Mitglied der National Academy of Sciences. 1988 bis 1990 war er Sekretär der International Union of Pure and Applied Physics.

## Bücher
Zusammen mit Robert Kolenkow verfasste er eine populäre Einführung in die Mechanik für fortgeschrittene Studenten.
- Daniel Kleppner, Robert J. Kolenkow: An Introduction to Mechanics. McGraw-Hill, New York 1973, ISBN 0-07-035048-5 (englisch).

## Publikationen (Auswahl)
- Thomas J. Greytak and Daniel Kleppner: Bose-Einstein Condensation. In: McGraw-Hill Yearbook of Science and Technology. 2001, S. 64–67 (englisch).
- D. G. Fried, T. C. Killian, L. Willmann, D. Landhuis, S. C. Moss, D. Kleppner, and T. J. Greytak,: Bose-Einstein Condensation of Atomic Hydrogen. In: PRL. 81. Jahrgang, 1998, S. 3811 (englisch).
- T. C. Killian, D. G. Fried, L. Willmann, D. Landhuis, S. C. Moss, T. J. Greytak, and D. Kleppner: Cold Collision Frequency Shift of the 1S-2S Transition in Hydrogen. In: PRL. 81. Jahrgang, 1998, S. 3807 (englisch).
- C. L. Cesar, D. G. Fried, T. C. Killian, A. D. Polcyn, J. C. Sandberg, I. A. Yu, T. J. Greytak, and D. Kleppner: Two-Photon Spectroscopy of Trapped Atomic Hydrogen. In: PRL. 77. Jahrgang, 1996, S. 255 (englisch).
- T. C. Killian, D. G. Fried, C. L. Cesar, A. D. Polycn, T. J. Greytak, D. Kleppner: Doppler-Free Spectroscopy of Trapped Atomic Hydrogen. In: Proceedings of the 15th International Conference on Atomic Physics. 1996 (englisch).
- C. L. Cesar, D. G. Fried, T. C. Killian, A. D. Polcyn, J. C. Sandberg, J. M. Doyle, I. A. Yu, T. J. Greytak, and D. Kleppner: Two-Photon Spectroscopy of Trapped Atomic Hydrogen. In: Proceedings of the Symposium on Frequency Standards and Metrology, Woods Hole, MA. 1995 (englisch).

## Belege
1. ↑  Darstellung Kleppners Leistung als Wolf-Preisträger (engl.)
2. ↑  Member History: Daniel Kleppner. American Philosophical Society, abgerufen am 26. Oktober 2018.

| Personendaten    | Personendaten              |
| ---------------- | -------------------------- |
| NAME             | Kleppner, Daniel           |
| KURZBESCHREIBUNG | US-amerikanischer Physiker |
| GEBURTSDATUM     | 16. Dezember 1932          |
| GEBURTSORT       | New York City              |
| STERBEDATUM      | 16. Juni 2025              |